# Mugam

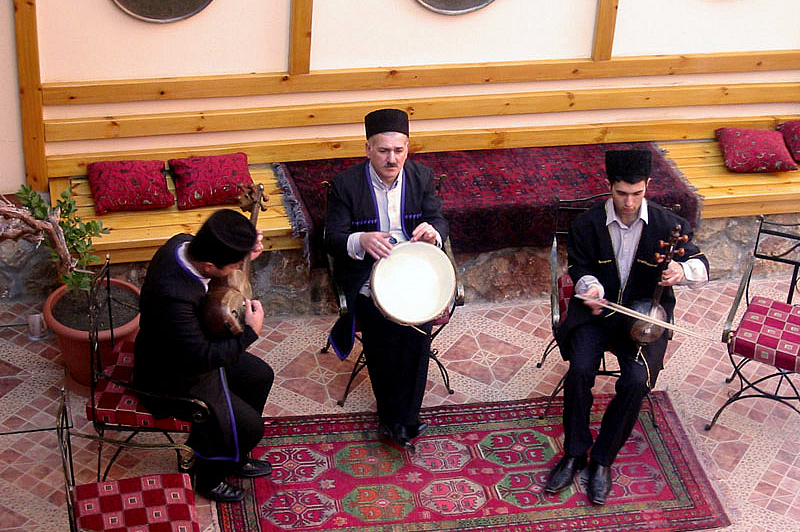
Mugamoví hudebníci

Mugam (ázerbájdžánsky: muğam) nebo mugamat (ázerbájdžánsky: muğamat) je tradiční ázerbájdžánský hudební styl. V roce 2008 byl přidán na seznam nehmotného světového kulturního dědictví UNESCO.
Mugam se nezapisuje do notace. Vykazuje vysokou míru improvizace. V minulosti se mugam veřejně hrál především na svatebních hostinách a při setkání učenců. Pěstovali ho také členové súfijských řádů. Počátky mugamu sahají do středověku. Zpěváka nebo zpěvačku obvykle doprovází tři hudebníci hrající na tar (loutna s dlouhým krkem), kamanču (čtyřstrunné špičaté housle) a daf (druh velké tamburíny). Má své protějšky v dalších zemích Blízkého a Dálného východu. Ujgurové podobný styl označují jako muqam, Uzbekové, Tádžikové, Turci a Arabové obvykle makam, Peršané dastgah.
Mugam byl poprvé integrován do klasické hudby v roce 1908 ázerbájdžánským skladatelem Uzeirem Hadžibekovem. Fikret Amirov napsal tři mugamy pro velký orchestr, ve kterých spojil rysy tradiční mugamské hudby s evropskou tradicí hudby symfonické. Spojení mezi mugamem a jazzem vytvořil v 60. a 70. letech ázerbájdžánský skladatel a klavírista Vagif Mustafazadeh a od 90. let v tom pokračuje jeho dcera Aziza Mustafa Zadehová.